# Michael Publig
Michael Publig (* 29. Juli 1961 in Wien) ist ein österreichischer Komponist, Pianist, Musikmanager und Herausgeber.

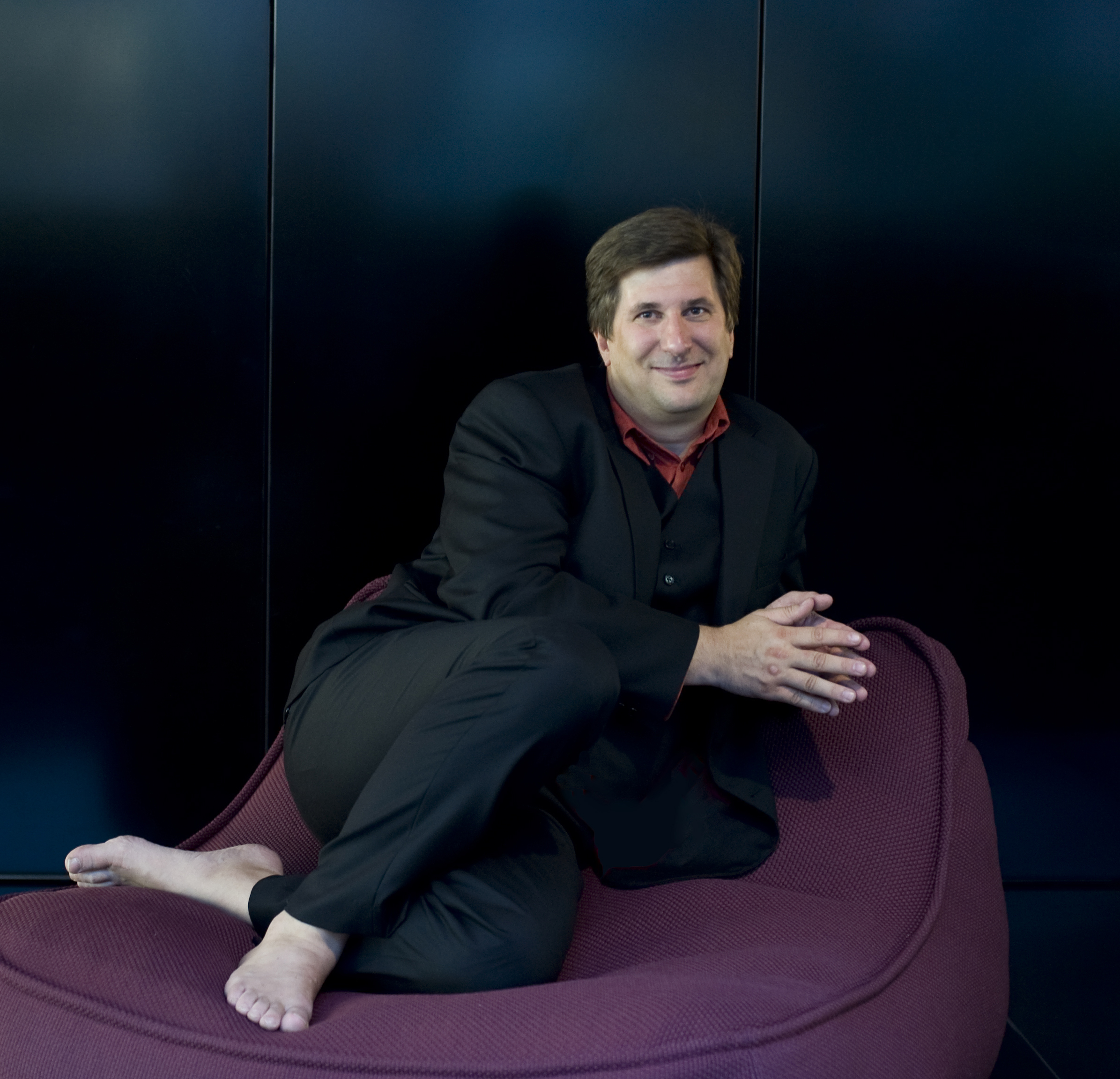
Michael Publig

## Werdegang
Publig studierte Klavier bei Roland Batik am Konservatorium der Stadt Wien und Sozial- und Wirtschaftswissenschaften an der Wirtschaftsuniversität Wien.
Als Pianist ist er in unterschiedlichen internationalen Projekten in den Bereichen Ernste Musik (Kammermusik), Jazz, Brasilianische Musik, Tango Nuevo und Flamenco tätig.
Als Komponist verfasste er ca. 800 Werke in E- und U-Musik. Dabei konnte er als Gewinner und Preisträger mehrerer Kompositionswettbewerbe (Gustav Mahler Wettbewerb 2006, E- und U-Kompositionspreis des ÖKB 2001 und 2002) hervorgehen. Werke von Publig wurden in Europa, Asien, Australien und den USA aufgeführt bzw. im Rundfunk ausgestrahlt.
Als Arrangeur, Herausgeber und Autor publizierte Michael Publig bei mehreren Verlagen in Österreich, Deutschland, USA und China. Zudem beschäftigte er sich mit der Musik von Chick Corea und betreute u. a. bis 1996 die unveröffentlichte Edition des nahezu kompletten Gesamtwerks. Publikation des Chick Corea Omnibooks bei Hal Leonard (300 Seiten Transkriptionen). Des Weiteren ist er Head of Music Preparation für Hollywood in Vienna.
Zudem hat er seit 2019 einen Lehrauftrag an der Musikuniversität Wien für Arrangieren. Des Weiteren war er Dozent an der Amadeus Vienna International School für Komposition, Songwriting, Film Music Composition und Klavier (bis 2020); seitdem an der de la Salle 21 Musik- und Klavierunterrichtstätigkeit. Im Bereich der Musikpädagogik hielt er Workshops und Masterclasses für Klavier, Improvisation und Jazz-Harmonielehre, u. a. an der Musikuniversität Wien, der Musik und Kunst Privatuniversität der Stadt Wien, dem Central Conservatory of Music in Beijing und dem Shanghai Conservatory, China. Zudem wurde er zu Workshops für Musik-Computerprogrammen eingeladen. Als Musikvermittler gestaltet, moderiert und spielt er Konzerte für Kinder und Jugendliche.
Publigs Aktivitäten als Musikmanager umfassen seine berufliche Tätigkeit als langjähriger Verlagsleiter bei Doblinger. Zudem war er Juror beim Österreichischen Staatsstipendium für Komposition. Publig ist Veranstalter mehrerer Konzerte mit dem Schwerpunkt „Jazz Chamber Music“ und Produzent von CDs.

## Werk
Michael Publig komponiert Stücke, die moderne E-Musik mit Jazz und mit starkem Einfluss lateinamerikanischer Musik verbinden. Für die kammermusikalischen Werke in diesem Stil hat er den Begriff „Jazz Chamber Music“ geprägt, der diese Verbindung von klassischer Musik und Jazz zusammenfasst. In seiner pädagogischen Tätigkeit vermittelt er klassischen Musikern Jazz- und Latin-Elemente.

### Werkauswahl

#### Jazz Chamber Music
- Coreasts for Chamber Band (für Flöte, Vibraphon, Klavier und Streichquartett),
- Hang Loose (für Violine und Klavier) oder Quartett
- No Major Chords Please (für Flöte, Cello und Klavier oder Klaviertrio),
- Rhapsody on a Blue Cello (für Cello und Klavier),
- Rhapsody on a Blue Violin (für Violine und Klavier),
- Scenes on an Imaginary Movie (für Flöte, Fagott (Cello) und Harfe (oder Klavier)),
- Time In_Time Out (für Klaviertrio),
- To Brothers (für Gitarre und Klavier)

#### Konzerte
- Brazilian Choro Concerto (für Flöte, Klavier, Gitarre und Streichorchester),
- Concerto for Piano with Big Band,
- Ein Suchender auf Reisen (für Akkordeon und Big Band),
- El Viento Andaluz (Concierto Clásico del Flamenco Jazz, für Vibraphon (oder Gitarre oder Piano 2), Piano und Streichquartett),
- Fantasia Suite-Ibero Americano (für Gitarre, Mallets und Klavier),
- Stories from Ternitz (für Big Band)
- Suite Cubana (Parts 1–4) (für Klavier, Flöte oder Gitarre, Bass, Schlagzeug und Streichorchester)

#### Flamenco (Kammermusik)
- Alegrías de Concierto (für Oboe und Klavier),
- Andalusia (für Oboe (oder Flöte, Cello, Violine oder Gitarre) und Klavier),
- Flamenco-Rhapsody (für Klavier, Klatschen, Fußstampfen (1 Spieler)),
- The Mistery of Ronda (für Flöte, Cello, Bass, Klavier, Schlagwerk),
- Misa Flamenca (für Chor, Gitarre, Perkussion, Orgel ad lib.)
- Suite Andaluza (gemischtes Ensemble)

#### Brasilianische (Kammer-)Musik
- Amadeus no Brasil (Chorando a Sonata para 2 pianos por Mozart, für Gitarre (oder Flöte) und Klavier),
- Blue Brazil (für Gitarre und Klavier)
- Choro de Concerto (für 2 Klaviere),
- Chorinho pra Dudu (für Vibraphon, Kontrabass und Klavier),
- Dança Sertao (für Flöte, Gitarre, Klavier und Streichquartett),
- Egberto Gismonti (Flöte, Klavier, auch mit Cello)
- O Rio (Suite do Araguaia, für Flöte und Klavier)

#### Tango Nuevo
- Tangasíon (für Orchester, instrumentiert von Pablo Boggiano)
- 3 Tangos Nuevos (Astorizado, Buscando, Tangasion (für Vibraphon, Kontrabass und Klavier oder Klavier solo)),
- Tango Ultimo (für Violine (oder Cello) und Klavier oder Klavier und Streichquartett)

#### Diverses
- Baker’s House (für Flöte, Vibraphon, Kontrabass, Gitarre, Klavier und Schlagwerk),
- Chameleon Suite (für Flöte, 2 Trompeten, Bass, Klavier, Keyboards, Schlagzeug),
- Clare Fischer (für Klavier),
- Fantasia-Suite Ibero-Americano (für Gitarre, Klavier (und Perkussion)),
- Ligetations-Day 1 & 2 (für Klavier),
- Magic Ray (für Kammerensemble),
- Meer der Träume (für Mezzosopran und Klavier),
- Nite Song (für Keyboards, Klavier, Bass, Perkussion und Schlagzeug),
- On the Irish Side of Life (für Harfe, Klavier (Flöte und Cello ad lib.)),
- Rhapsody in Pink (Bohemian Variations on a Well-Known Theme by Freddie Mercury für 2 Klaviere oder Klaviertrio),
- Vamonos! (für Flöte und Orgel)

## Lehrwerke, Notenausgaben (Auswahl)
- Applaus, Applaus! Bühne frei für mein erstes Klavierkonzert! (inkl. CD, Doblinger),
- Chillin’ with Jazzy Feel Good Songs aus der Klavierreihe „On the Lighter Side“ (Doblinger),
- Christmas. Das Weihnachtsalbum. Die schönsten Weihnachtslieder in gut singbaren Tonarten, leicht gesetzt für Klavier (Keyboards) (Doblinger),
- Jazz On! Classics. Eight Classics for Piano (from Mozart to Debussy) and Ten Jazz Piano Interpretations (inkl. CD) (People’s Music Publishing, Beijing; Doblinger),
- Jazz Piano Suite. 15 Jazz Variationen im Stil der Meister für klassische Pianisten (Doblinger),
- Jazz Up! Paganini – A Crazy Concert Piece for Classical Pianists. Virtuoso Jazz Piano Suite based on the Capriccio No. 24 by Paganini (Doblinger),
- Spooky – Of Witches and Ghosts. Unheimliche Stücke für Klavier/Keyboards (inkl. CD, Doblinger),
- Dave Weckl & Jay Oliver – In Session with the Dave Weckl Band, Players Circle (PRESSER)

## Diskografie (Auswahl)
- Caliente (Galileo, 2021)
- Brasiliade (Gramola, 2011)
- Jazz Piano Suite (2010)
- Jazz on! Classics (3 Ausgaben, Doblinger, 2005)
- Motions & Emotions. New Latin Music (1999)
- Joy to the World! (Doblinger, 1995)
- 3 Zimmer. Küche. Tod. (Soundtrack, 2006)
- Neue Kammermusik aus Niederösterreich. (Werke für Violoncello und Klavier, Ursula Erhart-Schwertmann, Violoncello, Edda Andrea Graf, Klavier, RICH ART Records, 2012)
- Fidelio-Wettbewerb 2013 (Desislava Tinkova Dobreva-Flöte, Lilyana Milenova Kehayova-Violoncello, Bernhard Voss, Klavier, ORF-CD 3176, 2013)

## Aktuelle Projekte
- Brasiliade (Brasilianische Kammermusik mit Stefan Oser, Gitarre und Edison Tadeu, Perkussion)
- Caliente (Cuban, Flamenco, Chamber Jazz mit Antonis Vounelakos, Gitarre, Rafael Jenner, Drums & Gerhard Graml, Bass)
- Jazz Chamber Music (mit Tomasz Skweres, Cello)
- Lighter Side Trio („Celtic-Latin-Chamber-Jazz“ mit Monika Stadler, Harfe und Tomasz Skweres, Cello)
- El Viento Andaluz (Flamenco-Jazz-Kammermusik mit Antonis Vounelakos, Gitarre, Sabina La Canelita, Tanz, Gesang und Streichquartett)